# Allmänna Idrottsklubben Bandy
L'AIK Bandy è un club di bandy con sede a Solna, in Svezia. Il club è stato fondato nel 1905.

## Palmarès
- Campionati svedesi: 3

1909, 1914, 1931